# Blepharodon bicuspidatum
Blepharodon bicuspidatum é uma espécie de plantas com flores. Foi descrito pela primeira vez por Fourn. Blepharodon bicuspidatum pertence ao gênero Blepharodon e à família Apocynaceae.
Este tipo de planta é encontrada em:
- Bolívia
  - Santa Cruz
- norte e nordeste e centro-oeste e sudeste e sul do Brasil
  - Pará
  - Amazonas
  - Bahia
  - Mato Grosso
  - Goiás
  - Mato Grosso do Sul
  - Minas Gerais
  - São Paulo
  - Paraná

Não há tipos listados como este.